# Henry Fiol
Henry Fiol (Nueva York, 16 de enero de 1947), llamado "El blanco que canta como negro" es un cantante, compositor, percusionista, director de orquesta, fotógrafo e ilustrador. Es hijo de padre puertorriqueño, oriundo de Ponce, y de madre de ascendencia italiana.
Fiol se hizo famoso a principios de los años 80 por su estilo de cantar y sus letras relacionadas con el hampa y el mundo bohemio. También por diseñar las portadas de sus discos, debido a su formación en artes. Su tipo de música se vale del son cubano y otros estilos musicales típicos de Cuba, y es considerado una leyenda viva por sus fanáticos.
Entre sus canciones más famosas están La juma de ayer, Ahora me da pena, Zúmbale, Picoteando por ahí y Oriente.

## Biografía
Nació en el condado de Manhattan, en Nueva York, hijo de padre puertorriqueño y de madre estadounidense de ascendencia italiana.  Fiol estudió arte en el Hunter College en Nueva York. Antes de dedicarse a la música comenzó su carrera como profesor de arte en las escuelas católicas y luego como asesor para los estudiantes con trastornos de conducta en las escuelas públicas de Nueva York.
Fiol diseñaba y pintaba la portada de sus LP, e incluso ganó el premio 1978 de la revista Latin New York a la mejor portada del año con el álbum Siempre Seré Guajiro de Saoco. Desde la aparición de los CD, de formato más pequeño, la portada del LP se vio reducida, entonces prefirió emplear la fotografía.

### Carrera musical
Su carrera musical comenzó en la década de 1970 en diversos grupos de la ciudad de Nueva York donde era el encargado de tocar la Conga y como cantante de apoyo. 
De 1974 a 1978 tocó con el Conjunto Saoco que él había co-fundado. Él era un cantante y conjugaba muy bien con la conga. En el año 1976 Saoco publica su primer álbum "Siempre seré guajiro" y en el año 1978 lanzan "Macho Mumba", en el cual Henry Fiol es la voz líder en varios de los temas.
En 1979 Fiol se separa del conjunto Saoco y empieza su carrera como solista grabando el álbum "Fe, Esperanza y Caridad". En este disco se encuentran dos de sus éxitos más conocidos; "Oriente" y "La juma de ayer". Lanzó otros dos discos en solitario; "El Secreto" (1981), que incluye otro de sus hits con el tema "Mala suerte", y el álbum "La ley de la jungla (1983) obteniendo varios hits número uno en Colombia, Venezuela, Ecuador, República Dominicana y varias giras por América Latina. 
En 1983, fundó el grupo "Corazón" con el elenco típico de trompeta y saxo tenor y fundó el sello discográfico Corazón Records, y empezó a vestirse de sus característicos colores negro y rojo con el símbolo del corazón. Grabó "Corazón", "Colorado y Negro" y "Juega Billar".
De 1987 a 1991 reapareció como solista. En 1989, grabó un álbum con su hijo, Orlando, 1990, él sacó adelante su nueva banda, con más de una trompeta. También tiene varias composiciones, aunque señala que no saben leer ni escribir música. Sus giras lo han llevado a Canadá, Europa y Latinoamérica.

## Discografía
- Mike Pérez y Su Orquesta Típica New York, 1974 (Orquesta Típica New York)
- Siempre Seré Guajiro, 1976 (Saoco)
- Macho Mumba, 1977 (Saoco)
- Fe, Esperanza y Caridad, 1980
- El Secreto, 1981
- La Ley de la Jungla, 1983
- Corazón, 1983
- Colorao y Negro, 1985
- ¡Juega Billar!, 1986
- Grandes Éxitos, 1987
- Tiene Sabor: Lo Mejor de Henry Fiol, 1988
- Renacimiento, 1989
- Sonero, 1990
- Creativo, 1991
- El Don del Son, 1994
- Lo Máximo, 1995
- Retrato Musical, 2001
- Guapería, 2002
- La Juma de Hoy, 2006
- De Cachete, 2008
- El Arte Convertido en Son, 2010
- Salsa Subterránea, 2011
- Ciudadano del Mundo, 2012